# Daniel Orts
Daniel Orts (né le 10 janvier 1924 à Vendargues (Hérault) et mort le 5 novembre 2013 à Nîmes) est un coureur cycliste français, professionnel de 1948 à 1951.

## Palmarès
- 1948
  - Championnat du Languedoc
  - Circuit du Ventoux :
    - Classement Général
    - 1re étape

  - Prix de Béziers
- 1949
  - 2e du Milan-Modène
- 1950
  - Circuit des  Stations Thermales
  - 3e du Circuit des cols pyrénéens

## Résultats sur les grands tours

### Tour de France
1 participation
- 1948 : abandon 17e étape